# Jayena
Jayena es una localidad y municipio español situado en la parte suroriental de la comarca de Alhama, en la provincia de Granada, comunidad autónoma de Andalucía. Limita con los municipios de Fornes, Arenas del Rey, Agrón, Alhendín, Padul, Albuñuelas, Otívar y Alhama de Granada. Cuenta con una población de 989 habitantes (INE 2024). Por su término discurren los ríos Cebollón, Grande y Granada.
El municipio jayenuzco comprende únicamente el núcleo de población de Jayena —capital municipal— y varios diseminados, entre los que destacan Los Alagüises y El Marqués de Santa Casilda.
Aproximadamente la mitad de su término lo ocupa el parque natural de las Sierras de Tejeda, Almijara y Alhama.

## Símbolos
Jayena cuenta con un escudo y bandera adoptados oficialmente el 12 de mayo de 2005.

### Escudo
Su descripción heráldica es la siguiente:

En campo de azur (azul), cinco granadas de oro (amarillo), rajadas de gules (rojo) y hojadas, colocadas en sotuer; bordura de plata (blanco) cargada con cinco escudetes de plata perfilados de sable (negro) con una barra del mismo color. Al timbre, corona de marqués.

### Bandera
La enseña del municipio tiene la siguiente descripción:

Paño rectangular de proporciones 2/3, de color blanco con una franja-banda de color azul desde el ángulo superior del asta al inferior del batiente, y con el escudo municipal en el centro sobrepuesto a la banda azul.

## Geografía

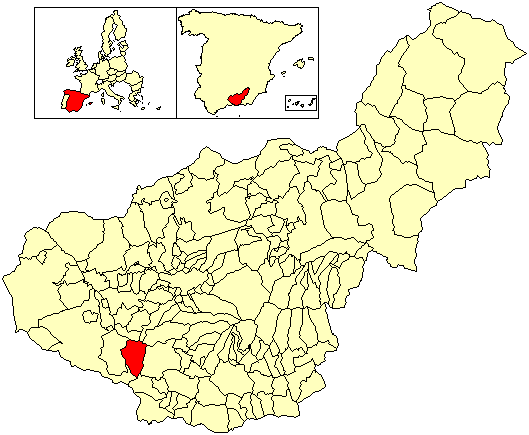
Extensión del municipio en la provincia de Granada

### Situación
Integrado en la comarca de Alhama, se encuentra situado a 43 kilómetros de la capital provincial, a 134 de Jaén, a 177 de Almería y a 331 de Murcia.
| Noroeste: Arenas del Rey       | Norte: Agrón           | Nordeste: Alhendín y Padul |
| Oeste: Arenas del Rey y Fornes |                        | Este: Albuñuelas           |
| Suroeste: Alhama de Granada    | Sur: Alhama de Granada | Sureste: Otívar            |

## Demografía
Jayena cuenta con una población de 989 habitantes (INE 2024), que se distribuyen de la siguiente manera:
| Unidad poblacional | Hab. |
| ------------------ | ---- |
| Jayena             | 985  |
| diseminado         | 11   |
| TOTAL              | 996  |

### Evolución de la población
| Gráfica de evolución demográfica de Jayena entre 1842 y 2021                                                        |
| |
| Población de derecho según los censos de población del INE Población de hecho según los censos de población del INE |

## Economía

### Evolución de la deuda viva municipal
| Gráfica de evolución de Deuda viva del Ayuntamiento de Jayena entre 2008 y 2019                                |
| |
| Deuda viva del Ayuntamiento de Jayena en miles de Euros según datos del Ministerio de Hacienda y Ad. Públicas. |

## Administración y política
Los resultados en Jayena de las últimas elecciones municipales, celebradas en mayo de 2023, son:
| Elecciones Municipales - Jayena (2023) | Elecciones Municipales - Jayena (2023)        | Elecciones Municipales - Jayena (2023) | Elecciones Municipales - Jayena (2023) | Elecciones Municipales - Jayena (2023) |
| Partido político                       | Partido político                              | Votos                                  | %Válidos                               | Concejales                             |
| -------------------------------------- | --------------------------------------------- | -------------------------------------- | -------------------------------------- | -------------------------------------- |
|                                        | Partido Socialista Obrero Español (PSOE)      | 325                                    | 48,79 %                                | 5                                      |
|                                        | Partido Popular (PP)                          | 303                                    | 45,49 %                                | 4                                      |
|                                        | Izquierda Unida Para la Gente (PARA LA GENTE) | 35                                     | 5,25 %                                 | 0                                      |

### Alcaldes
| Legislatura | Nombre                                                                           | Grupo    |
| ----------- | -------------------------------------------------------------------------------- | -------- |
| 1979-1983   | José Peregrina Aguado                                                            | PSOE     |
| 1983-1987   | José Peregrina Aguado                                                            | PSOE     |
| 1987-1991   | Manuel Moles Maroto                                                              | AP       |
| 1991-1995   | Manuel Moles Maroto                                                              | PP       |
| 1995-1999   | José Félix Moreno Quintero                                                       | PSOE     |
| 1999-2003   | Fernando Villarraso Moles                                                        | PP       |
| 2003-2007   | José Fernando de Cara Sánchez (2003-2005) José Félix Moreno Quintero (2005-2007) | PSOE AEI |
| 2007-2011   | Antonio Navas Moles                                                              | PP       |
| 2011-2015   | Antonio Navas Moles                                                              | PP       |
| 2015-2019   | Vanesa Gutiérrez Pérez                                                           | PSOE     |
| 2019-2023   | Vanesa Gutiérrez Pérez                                                           | PSOE     |
| 2023-act.   | Antonio Francisco Olmos Reyes                                                    | PSOE     |

## Comunicaciones

### Carreteras
La principal vía de comunicación que transcurre por el municipio es:
| Identificador | Denominación      | Itinerario           |
| ------------- | ----------------- | -------------------- |
| GR-3302       | De A-4050 a Játar | Los Recaldes - Játar |

Algunas distancias entre Jayena y otras ciudades:
| Ciudades          | Distancia (km) |
| ----------------- | -------------- |
| Alhama de Granada | 23             |
| Granada           | 43             |
| Loja              | 61             |
| Jaén              | 134            |
| Almería           | 177            |
| Murcia            | 331            |

## Servicios públicos

### Sanidad
El municipio cuenta con un consultorio médico de atención primaria situado en la avenida del Mediterráneo, n.º 3, dependiente del Distrito Sanitario Metropolitano de Granada. El servicio de urgencias está en el centro de salud de Alhama de Granada y el área hospitalaria de referencia es el Hospital Universitario San Cecilio (el PTS), situado en Granada capital.

### Educación
Los centros educativos que hay en el municipio son:
| Denominación Genérica                    | Nombre del Centro             | Naturaleza | Dirección                |
| ---------------------------------------- | ----------------------------- | ---------- | ------------------------ |
| Sección de Educación Permanente          | S.E.P. "Jayena"               | Público    | C/ Málaga, s/n           |
| Colegio de Educación Infantil y Primaria | C.E.I.P. "Virgen del Rosario" | Público    | Av. del Mediterráneo, 14 |

## Cultura

### Patrimonio inmaterial
Sus fiestas populares se celebran cada año a finales del mes de agosto en honor a la patrona del pueblo, la Virgen del Rosario.
El 13 de junio, festividad de San Antonio de Padua, tiene lugar una romería hasta la zona conocida como El Bacal, donde los vecinos pasan parte de la jornada merendando en el campo.

#### El entierro de la zorra
Esta tradición jayenuzca se lleva a cabo durante los carnavales. Consiste en que dos hombres —uno vestido de cura y otro de monaguillo— van rociando agua con una escupidera —a modo de acetre— y un escobín de esparto —como hisopo— a todo el que se les acerca, mientras lloran y gritan: "¡Qué lástima que se ha muerto la zorrica!". Para el entierro llevan un pellejo de zorro relleno de paja. Todos los lugareños y visitantes participan detrás en procesión, también llorándole falsamente a la zorrica. Al final es enterrada en el corral de algún asistente y todo termina en una fiesta con bailes y bebidas.